# پرنده آبی در قلب من
یک پرنده آبی در قلب من (به انگلیسی: A Bluebird in My Heart) یک فیلم درام و دلهره‌آور بلژیکی-فرانسوی محصول ۲۰۱۸ به نویسندگی و کارگردانی ژرمی گوئز و با بازی رولاند مولر، فیرلی باتنس، لولا لولان و لوبنا آزابال است. این بر اساس رمان ماشین ظرفشویی نوشته دنی ام. مارتین است.

## داستان
داستان در مورد فردی است که برای تغییر زندگی خود به یک متل می‌رود که توسط یک مادر و دخترش اداره می‌شود، اما طولی نمی‌کشد که آرامش در این مکان از بین می‌رود و…

## بازخورد فیلم
این فیلم دارای امتیاز ۸۶٪ در راتن تومیتوز است.